# Liste von Brücken in Hamburg/T

## T
| Foto | Name, Kurzbeschreibung | Nutzung | (Erst)Bau | Stadtteil, Lage                                               |
| ---- | --- | ------- | --------- | ------------------------------------------------------------- |
|      | Tannenwegbrücke Der Name dieser Brücke erinnert an einen Tannenwald, der sich an dieser Stelle befand. Die Brücke überquert die U-Bahngleise. | Straße  |           | Langenhorn (53° 38′ 50″ N, 10° 1′ 2″ O)                       |
|      | Tarpenbrücke Die Brücke quert die Tarpenbek und liegt zur Hälfte in Norderstedt. | Straße  |           | Langenhorn (53° 39′ 58″ N, 9° 59′ 28″ O)                      |
|      | Tatenberger Brücke Die Tatenberger Brücke verbindet Moorfleet mit Tatenberg. Hier quert der Tatenberger Weg die Dove Elbe. | Straße  |           | Moorfleet, Tatenberg (53° 29′ 57″ N, 10° 4′ 42″ O)            |
|      | Tidekanalbrücke Diese Brücke ist nach dem Tidekanal benannt, über den sie die Moorfleeter Straße führt. | Straße  |           | Billbrook (53° 31′ 42″ N, 10° 5′ 38″ O)                       |
|      | Tiefstacker Brücke Diese Brücke ist nach dem Tiefstackkanal benannt, über den sie die Ausschläger Alle führt. | Straße  |           | Billbrook, Rothenburgsort (53° 31′ 44″ N, 10° 4′ 5″ O)        |
|      | Timmerlohbrücke Diese Brücke ist nach Eigenheiten der Umgebung benannt. „Timme“ bedeutet „spitz“ und das Wort „Loh“ bezeichnet einen Wald. | Fußweg  |           | Langenhorn (53° 39′ 28″ N, 10° 0′ 59″ O)                      |
|      | Timmermannbrücke Mit dieser Brücke quert der Schleusenredder die Alster. Sie ist nach einer Familie benannt, deren Angehörige von 1882 bis 1932 den Vorsitz in der Gemeinde Wohldorf-Ohlstedt innehatten.                                                                                                   | Straße  |           | Duvenstedt, Wohldorf-Ohlstedt (53° 42′ 17″ N, 10° 7′ 5″ O)    |
|      | Torontobrücke Mit dieser Brücke überquert der Manilaweg den Jahnring. Die Brücken in der City Nord sind nach überseeischen Handelszentren benannt. | Fußweg  |           | Winterhude (53° 36′ 2″ N, 10° 1′ 20″ O)                       |
|      | Traute-Lafrenz-Brücke Über die Traute-Lafrenz-Brücke – ehem. „Borgwegbrücke“, danach bis 2025 „Hindenburgbrücke“ – quert die Traute-Lafrenz-Straße die Alster zwischen Skagerrakkanal und Brabandkanal. Sie ist benannt nach der Widerstandskämpferin Traute Lafrenz. Die Brücke steht unter Denkmalschutz. | Straße  |           | Alsterdorf (53° 36′ 43″ N, 10° 0′ 35″ O)                      |
|      | Travehafenbrücke Die über die Brücke führende Straße ist nach dem Hafen benannt, der seinerseits nach dem schleswig-holsteinischen Fluss Trave benannt wurde. | Straße  |           | Steinwerder (53° 31′ 11″ N, 9° 57′ 51″ O)                     |
|      | Triftwegbrücke Die Brücke ist nach dem Duvenstedter Triftweg benannt. Sie quert mit dieser Straße die Alster. | Straße  |           | Duvenstedt, Wohldorf-Ohlstedt (53° 42′ 25″ N, 10° 7′ 6″ O)    |
|      | Trostbrücke (T175) Die Brücke überspannt das Nikolaifleet. Erstmals namentlich erwähnt wird sie 1266. Die Brücke steht unter Denkmalschutz. | Straße  |           | Hamburg-Altstadt (53° 32′ 53″ N, 9° 59′ 32″ O)                |
|      | Twietenkoppelbrücke Die Brücke quert mit der gleichnamigen Straße die Alster. Die hier ursprünglich stehende Brücke wurde 1967 abgerissen und gegen eine moderne Stahlbeton-Fußgängerbrücke ersetzt. | Straße  |           | Lemsahl-Mellingstedt, Bergstedt (53° 40′ 31″ N, 10° 6′ 24″ O) |

- Karte mit allen Koordinaten:
- OSM |
- WikiMap